# Snedtripp
Snedtripp, även kallat snedtändning, är ett begrepp som i dagligt tal används då någon brukat psykedeliska droger, hallucinogener eller andra droger och det ger oönskade effekter. Snedtrippar går även att uppleva av alkohol.[källa behövs] En snedtripp kännetecknas ofta av panikkänslor, ångest och overklighetskänslor som ofta rotar sig i personliga problem och upplevelser som man undermedvetet förtryckt under en längre tid och inte vill ta itu med.
Paranoia är ofta en vanligt förekommande känsla under en snedtripp och man kan få en känsla av att någon är ute efter en eller att man aldrig kommer att lämna detta tillstånd, vilket i sin tur leder till ökade panikkänslor och ångest. Snedtrippar, som är ett övergående stadium, skall inte förväxlas med psykoser trots att det är en vanlig missuppfattning.[källa behövs]